# Ciego de Ávila (baloncesto)
La sección de baloncesto de Ciego de Ávila es un equipo de baloncesto con sede en Ciego de Ávila, Cuba. Son conocidos como los Búfalos y juegan sus partidos como local en la Sala Polivalente Giraldo Cordova Cardin.
El club es el más exitoso de la historia de la nación, ya que cuenta con nueve campeonatos nacionales, obtenidos en las temporadas 2004-05, 2005-06, 2006-07, 2007-08, 2008-09, 2011-12, 2012-13, 2013 y 2016.

## Historia
El equipo comenzó su participación en la Liga Superior de Baloncesto de Cuba en 2004. Ese mismo año se coronaron campeones tras finalizar en primer lugar en el todos contra todos. Desde su llegada a la primera división de Cuba, los Búfalos se proclamaron campeones 5 veces consecutivas. Luego perdieron en 2010 y volvieron a ganar campeonatos consecutivos haciéndolo tres veces en las temporadas 2011-12, 2012-13 y 2013. En 2016 obtuvo su novena corona al derrotar a los Capitalinos de La Habana.